# 4. Revisionssenat des Bundesverwaltungsgerichts
Der 4. Revisionssenat ist ein Spruchkörper des deutschen Bundesverwaltungsgerichts. Er ist einer von elf Revisionssenaten, die beim Bundesverwaltungsgericht gebildet wurden.

## Zuständigkeit
Der Senat ist im Geschäftsjahr 2024 zuständig für Sachen aus den Gebieten
1. des Bau- und Bodenrechts,
2. des Rechts der Raumordnung,
3. des Rechts der Landbeschaffung für Aufgaben der Verteidigung,
4. des Kleingartenrechts,
5. des sonstigen Rechts der Fachplanung, soweit es nicht dem 3., 7., 9., 10. oder 11. Revisionssenat zugewiesen ist,
6. des Ordnungsrechts, soweit es mit den vorstehenden Rechtsgebieten zusammenhängt,
7. des Rechts der Anlegung und des Betriebes von Flugplätzen (§§ 6 ff. des Luftverkehrsgesetzes),
8. des Denkmalschutzrechts.

## Besetzung
Der Senat ist mit folgenden fünf Berufsrichtern besetzt:
- Vorsitzender: Kerstin Schipper
- Stellvertretender Vorsitzender: Martin Brandt
- Beisitzer: Andreas Decker, Achim Seidel, Sina Stamm

## Vorsitzende
| Nr. | Name (Lebensdaten)               | Beginn der Amtszeit | Ende der Amtszeit  |
| --- | -------------------------------- | ------------------- | ------------------ |
| 1   | Helmut R. Külz (1903–1985)       | 7. Juli 1953        | 31. Juli 1971      |
| 2   | Johannes Oppenheimer (1918–2007) | 26. August 1971     | 31. Juli 1986      |
| 3   | Otto Schlichter (1930–2011)      | 1. August 1986      | 30. September 1993 |
| 4   | Günter Gaentzsch (* 1936)        | 20. Oktober 1993    | 31. Juli 2001      |
| 5   | Stefan Paetow (* 1943)           | 20. September 2001  | 30. September 2008 |
| 6   | Rüdiger Rubel (* 1954)           | 6. November 2008    | 31. Oktober 2019   |
| 7   | Kerstin Schipper (* 1964)        | 13. November 2019   |                    |